# Not for You
Not For You è una canzone dei Pearl Jam, contenuta nel terzo album della band Vitalogy. Nel 1994, la band eseguì la canzone al Saturday Night Live, mentre 21 marzo 1995 fu pubblicata come singolo, avente come b-side "Out of my Mind". La canzone fu inclusa nel 2003 all'album Rearviewmirror: Greatest Hits 1991-2003.

## Significato del testo
Eddie Vedder riguardo "Not For You":
In un'altra intervista Eddie Vedder dichiarò:

## Formati e tracklist
- Compact Disc Single (USA, Australia, Paesi Bassi, Europa, Austria, Canada, Sudafrica e Regno Unito)
  1. "Not For You" (Dave Abbruzzese, Jeff Ament, Stone Gossard, Mike McCready, Eddie Vedder) – 5:51
  2. "Out of My Mind" (live) (Abbruzzese, Ament, Gossard, McCready, Vedder) – 4:41
    - Improvvisazione registrata ad Atlanta il 2 aprile 1994.
- 3" Compact Disc Single (Giappone)
  1. "Not For You" (Abbruzzese, Ament, Gossard, McCready, Vedder) – 5:51
  2. "Out of My Mind" (live) (Abbruzzese, Ament, Gossard, McCready, Vedder) – 4:38
    - Improvvisazione registrata ad Atlanta il 2 aprile 1994.
- 7" Vinyl Single (Regno Unito, USA e Paesi Bassi)
  1. "Not For You" (Abbruzzese, Ament, Gossard, McCready, Vedder) – 5:51
  2. "Out of My Mind" (live) (Abbruzzese, Ament, Gossard, McCready, Vedder) – 4:41
    - Improvvisazione registrata ad Atlanta il 2 aprile 1994.
- Cassette Single (Regno Unito, Australia e USA)
  1. "Not For You" (Abbruzzese, Ament, Gossard, McCready, Vedder) – 5:51
  2. "Out of My Mind" (live) (Abbruzzese, Ament, Gossard, McCready, Vedder) – 4:41
    - Improvvisazione registrata ad Atlanta il 2 aprile 1994.